# Asie intérieure
L'Asie intérieure est une référence à des régions d'Asie de l'Est et d'Asie du Nord qui sont aujourd'hui des parties de la Chine occidentale, de la Mongolie et de la Russie orientale. Elle se superpose avec certaines définitions de l'Asie centrale, surtout des anciennes d'entre elles, mais certaines régions de l'Asie intérieure (telles que le Nord-Est de la Chine) ne sont considérées comme faisant partie de l'Asie centrale par aucune de ces définitions. L'Asie intérieure peut être considéré comme une frontière de la Chine et comme limité par l'Asie de l'Est, qui est constitué de la Chine du Japon et de la Corée.

Différentes conceptions de l'Asie intérieure